# Невкрытый, Владимир Сергеевич
Владимир Сергеевич Невкрытый (28 июля 1903 — ?) — полковник ВС СССР, первый начальник Бобруйского военно-тракторного училища (Бобруйского пехотного училища) в 1939—1941 годах.

## Биография
В Красной Армии с 1922 года. Проходил службу в Школе червоных старшин.
5 декабря 1939 года назначен первым начальником училища Бобруйского военно-тракторного училища, пост занимал до 1941 года.
Участник Великой Отечественной войны, участник обороны Москвы (Северный участок). Преподавал на военном факультете имени Ленина в Государственном центральном институте физической культуры имени Сталина, начальник кафедры боевой подготовки, занимался физподготовкой командиров РККА в годы войны.

## Награды
- Медаль «За оборону Москвы» (12 июля 1944)[6]
- Медаль «За победу над Германией в Великой Отечественной войне 1941—1945 гг.» (30 мая 1945)[2]
- Орден Красного Знамени (3 ноября 1944) — за долголетнюю и безупречную службу в Красной Армии[8]
- Орден Красной Звезды (30 августа 1943) — в связи с 25-летней годовщиной Краснознамённого военного факультета имени В.И.Ленина Государственного института физической культуры имени Сталина и за заслуги в области подготовки кадров командиров-специалистов по физической подготовке Красной Армии[7]
- Орден Ленина (15 ноября 1950) — за долголетнюю и безупречную службу в Вооружённых силах Союза ССР[9]